# Paleochrysopilus
Paleochrysopilus – wymarły rodzaj owadów z rzędu muchówek i rodziny kobyliczkowatych, obejmujący tylko jeden znany gatunek: Paleochrysopilus hirsutus.
Rodzaj i gatunek opisane zostały w 1999 roku przez Davida A. Grimaldiego i Jeffreya M. Cumminga. Opisu dokonano na podstawie inkluzji samicy, pochodzącej z neokomu w kredzie. Odnaleziono ją w Libanie.
Muchówka ta miała biczyk czułka z drugim i trzecim członem aristowatymi, przy czym drugi był bardzo mały. Skrzydła miały 1,71 mm długości, dobrze rozwinięty płat analny i sięgały poza koniec odwłoka. Ich użyłkowanie charakteryzowało się niekompletnym odcinkiem nasadowym żyłki medialnej i obecnością szypułki, z której rozwidlała się żyłka M1+2. Druga odnoga przedniej żyłki kubitalnej spotykała pierwszą żyłkę analną tuż przed krawędzią skrzydła.